# 知足院宗省
知足院宗省（ちそくいん そうしょう、生没年不詳）は安土桃山時代の僧。伯耆国久米郡知足院住持。

## 経歴
伯耆国久米郡亀谷村（現・鳥取県東伯郡北栄町亀谷）の曹洞宗系寺院・知足院の住持で、南条氏に仕え、外交僧の役を務めた。『羽衣石南条記』によれば、天正7年（1575年）秋、播磨国姫路に使者として派遣され、正式に織田氏の傘下へ入ることを伝えたという。加えて同書には毛利氏との合戦中は羽衣石城内にあって毛利氏との攻防戦に従軍したとある。
天正8年（1580年）3月、三徳山三仏寺に宝珠金具を寄進。没年、生年とも不詳だが『羽衣石南条記』所収の「南条家法名」には、「月中常心信士　知足院」とあり、宗省のことを指していると思われる。